# Ente Sportivo "Francesco Baracca" 1941-1942
Questa voce raccoglie le informazioni riguardanti l'Ente Sportivo "Francesco Baracca" nelle competizioni ufficiali della stagione 1941-1942.

## Rosa
| N. |                   | Ruolo | Calciatore        |
| -- | ----------------- | ----- | ----------------- |
|    | Italia (bandiera) | A     | Renato Azzaroli   |
|    | Italia (bandiera) | D     | Raffaele Bertulli |
|    | Italia (bandiera) | D     | Alfredo Calderoni |
|    | Italia (bandiera) | A     | Ruggero Capucci   |
|    | Italia (bandiera) | D     | S. Dalle Vacche   |
|    | Italia (bandiera) | P     | Giuseppe Dirani   |
|    | Italia (bandiera) | C     | Lorenzo Ferrari   |
|    | Italia (bandiera) | D     | Ugo Giovanardi    |
|    | Italia (bandiera) | D     | Ugo Giovannelli   |
|    | Italia (bandiera) | P     | Solideo Gurioni   |
|    | Italia (bandiera) | A     | Riccardo Maini    |
|    | Italia (bandiera) | D     | Pio Marzetti      |

| N. |                   | Ruolo | Calciatore         |
| -- | ----------------- | ----- | ------------------ |
|    | Italia (bandiera) | D     | Alberto Mazzanti   |
|    | Italia (bandiera) | A     | P. Melandri        |
|    | Italia (bandiera) | A     | Giuliano Mezzogori |
|    | Italia (bandiera) | C     | Giorgio Minghelli  |
|    | Italia (bandiera) | C     | E. Modanesi        |
|    | Italia (bandiera) | A     | Vittorio Montanari |
|    | Italia (bandiera) | P     | Gino Panighi       |
|    | Italia (bandiera) | D     | L. Poli            |
|    | Italia (bandiera) | C     | Raul Ravaglia      |
|    | Italia (bandiera) | C     | R. Ricci Maccarini |
|    | Italia (bandiera) | A     | Ligio Tani         |
|    | Italia (bandiera) | D     | Gaetano Zecchi     |